# Škoda 110 R
O Škoda 110R foi um automóvel com motor traseiro e tração traseira produzido pelo fabricante tchecoslovaco AZNP em Kvasiny entre 1970 e 1980. Durante esses dez anos, foram fabricados um total de 56.902 cupês.
O 110R Coupé sucedeu o esportivo Škoda 1000 MBX/1100 MBX. Ele era movido por uma versão SAE aprimorada de 62 cv, 52 cv (DIN) do motor OHV de quatro cilindros e 1,1 litros (1107 cc) tipo 720 da Škoda (este mesmo motor foi compartilhado com o sedã Škoda 110LS, após sua introdução em 1971). Com uma caixa manual de quatro velocidades, o 110R poderia atingir uma velocidade máxima de 145 km/h e acelerar até 100 km/h em 18,5 segundos.
O seu design espelhava de perto o dos sedãs 100 e 110 relacionados, mas com apenas duas portas e uma traseira fastback distinta. Durante a maior parte do período de produção, o 110R apresentava quatro faróis, mas nos primeiros anos tinha apenas dois. A produção terminou em 1980 para dar lugar ao seu sucessor, o Škoda Garde (a versão cupê da série Škoda 105/120), que foi lançado em novembro de 1981.
No automobilismo, esta configuração básica foi aprimorada para fazer a homologação específica de rali 130 RS e os especiais OHC 180RS de 1,8 litros e OHC 200RS de 2,0 litros. A evolução final veio em 1975, o 2000 MI "Grenade" com injeção de combustível de Bořivoj Kořínek.

## Galeria

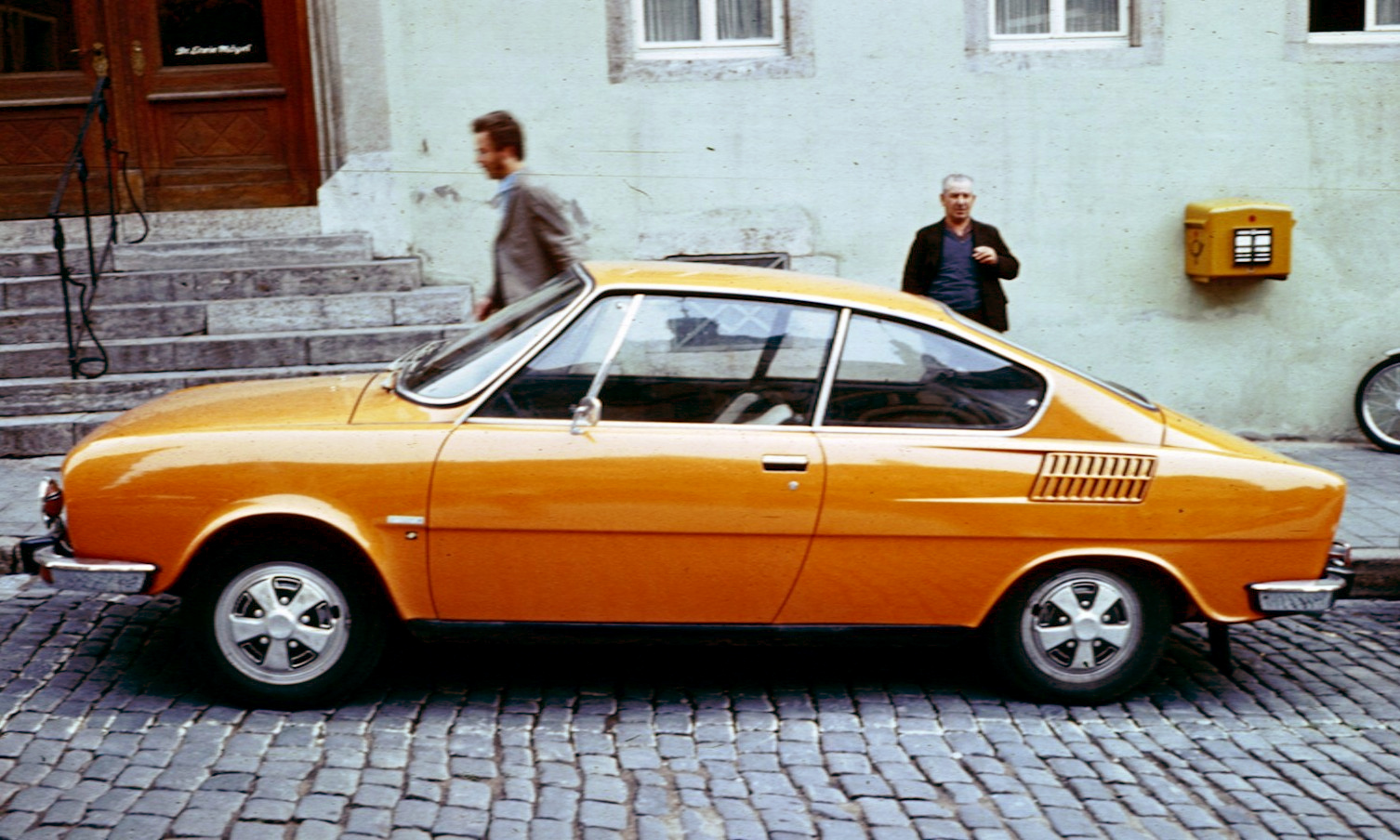
Vista lateral
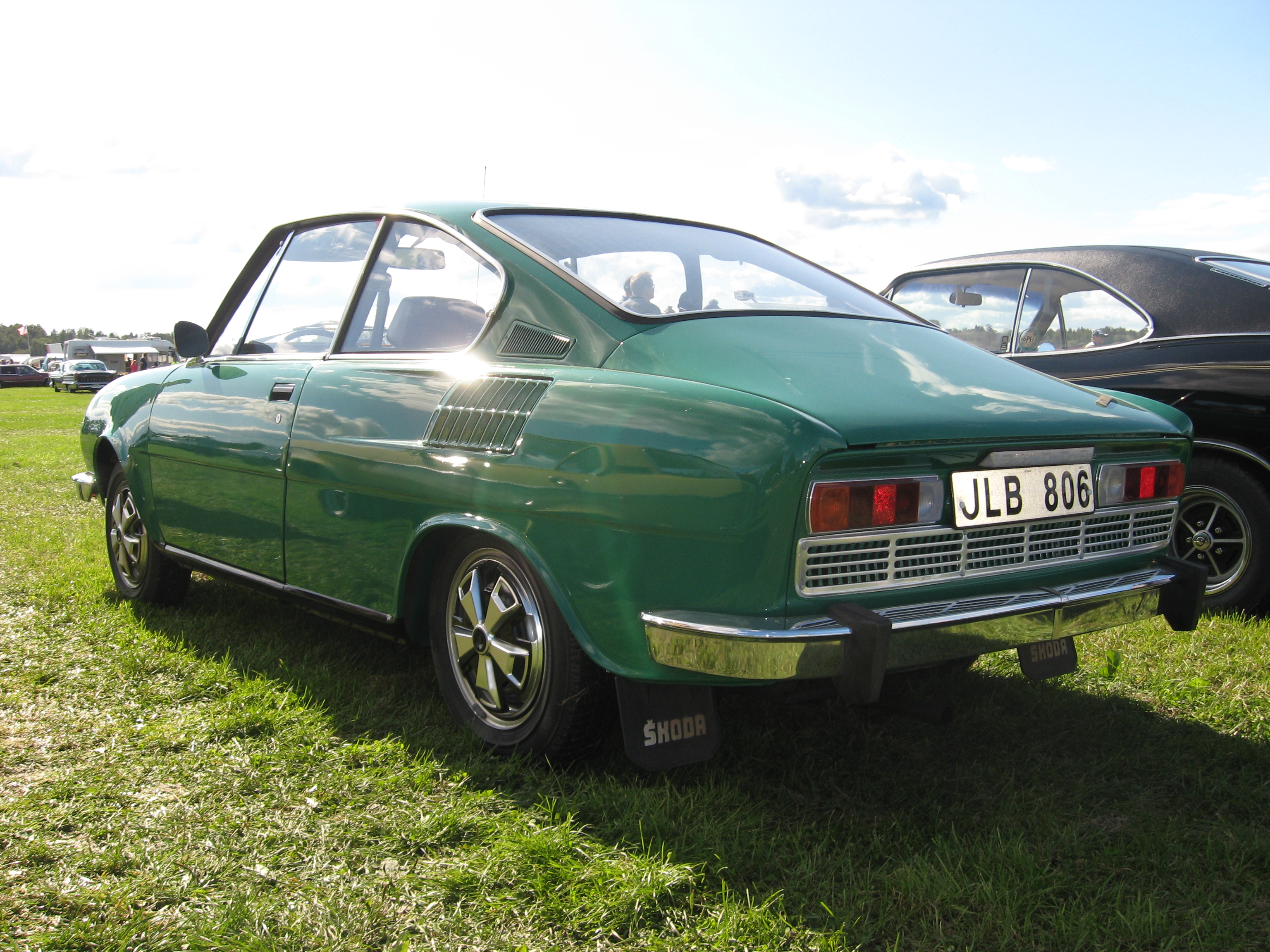
Vista traseira
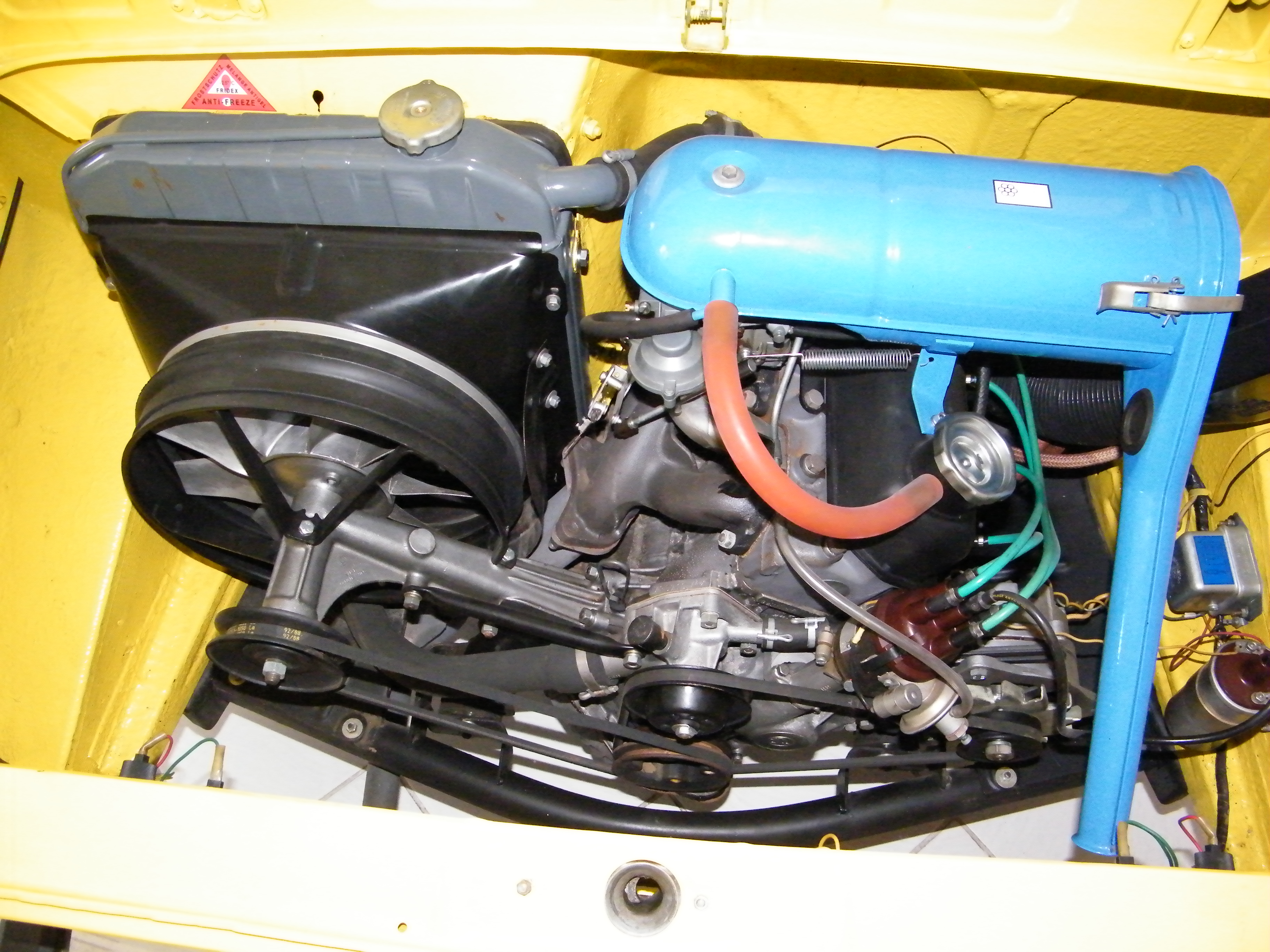
Motor do 110R
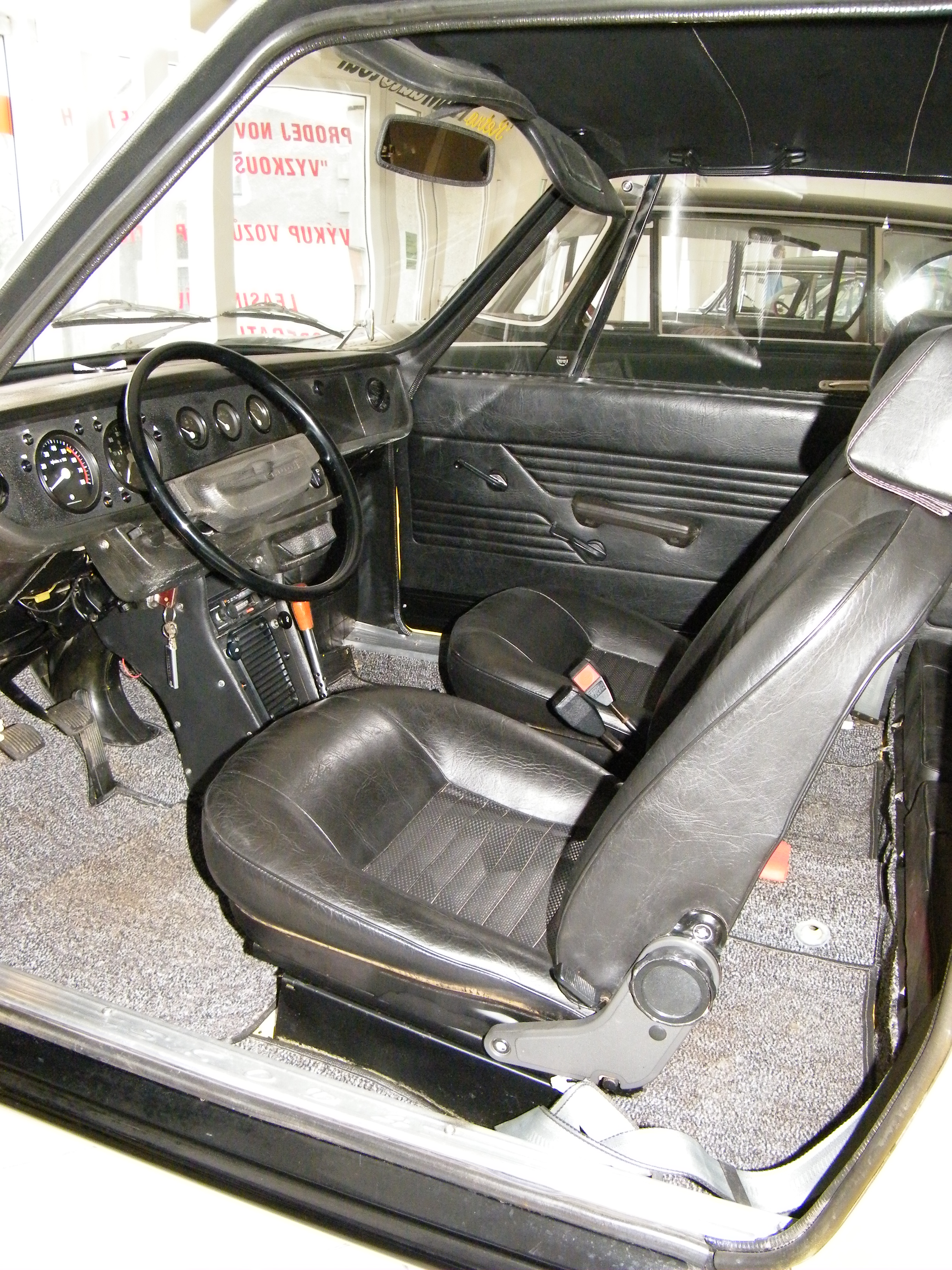
Interior do 110R
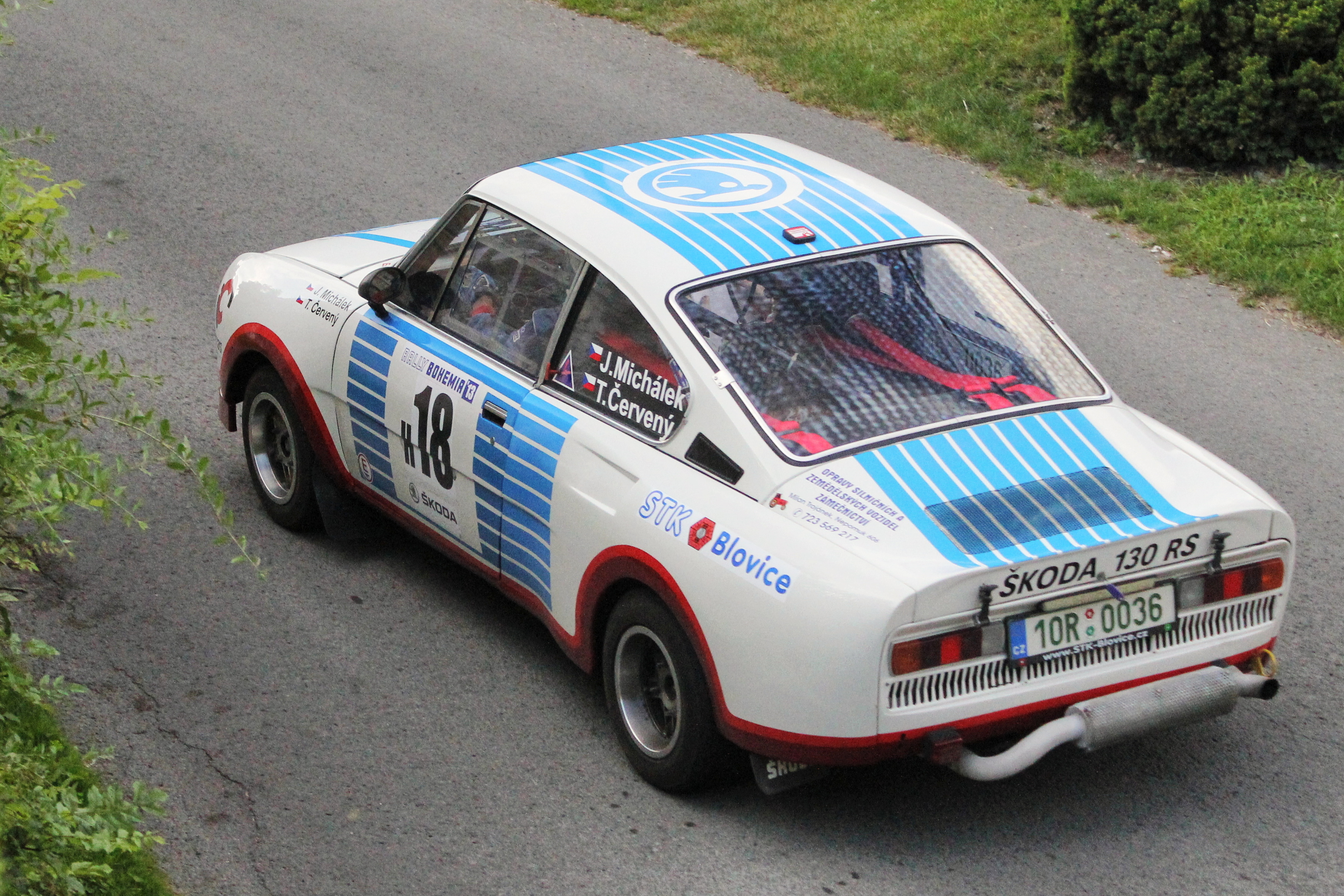
Carro de rali Škoda 130RS